# FusioniCKs
fusioniCKs（フュージョニクス）はFM NORTH WAVEで2010年4月1日から2011年3月31日まで放送されていたラジオ番組。

## 放送時間
- 月曜 - 木曜 12:00 - 15:00

## 出演者
- 鹿島千穂（2010年4月 - 2011年1月）
産休のため降板
- 片岡香澄（2011年2月 - 2011年3月）

## 主なコーナー
最新ニュース
12:20 新聞各紙から注目トピックスを紹介。
CLOSE TO YOU
12:30
PICK UP ARTIST
12:35 期待の新人から大物アーティストまで注目のアーティストを毎日1組紹介。
NEW CHITOSE AIRPORT Fleur presents SKY STREET
13:00 - 13:20 新千歳空港サテライトスタジオから放送。
TAN-JOVI
13:30、13:55 放送日が誕生日の芸能人・歌手にまつわるクイズを出題。
WONDER DOG! WONDERFUL LIFE
13:50 - 14:00（木曜）日本全国、世界各国から犬や猫のワンダフルなニュースや話題を放送。
HEART STRINGS
14:05に放送されるコーチャンフォーからの日替わりカルチャーコーナー
（月）DVD
（火）本
（水）新譜CD紹介
（木）JAZZ、CLASSIC
3ヒントクイズ"WHO IS THIS?"
14:15
ポッカ レモンと私のヒミツ『おしえて！スッパ・イイ話』
14:15 - 14:25（木曜）感動、涙、笑い、元気をくれる、とっておきの「スッパ・イイ話」を紹介。
ゲストコーナー
14:25
WEATHER INFORMATION
13:42、14:42 札幌、函館、旭川、帯広、釧路のあすの天気とあす日中の予想最高気温を伝える。